# دهستان کندوان
برای دیگر کاربردها، کندوان (ابهام‌زدایی) را ببینید.
دهستان کندوان یکی از دهستان‌های استان آذربایجان شرقی است که در بخش کندوان شهرستان میانه واقع شده‌است.